# Andvakia parva
Andvakia parva is een zeeanemonensoort uit de familie Andvakiidae.
Andvakia parva is voor het eerst wetenschappelijk beschreven door Carlgren in 1940.